# جورج لاين
جورج لاين (بالإنجليزية: George Layne)‏ هو لاعب كرة قدم أمريكية أمريكي، ولد في 9 أكتوبر 1978 في ألفين في الولايات المتحدة.

## وصلات خارجية
- جورج لاين على موقع مرجع كرة القدم المحترفة.كوم (الإنجليزية)